# Jannis Niewöhner
Jannis Niewöhner est un acteur allemand, né le 30 mars 1992 à Krefeld (Rhénanie-du-Nord-Westphalie).

## Biographie

### Jeunesse
Jannis Niewöhner naît le 30 mars 1992 à Krefeld, en Rhénanie-du-Nord-Westphalie. Son père, Uwe Frisch-Niewöhner, est créateur de théâtre.

### Carrière
En 2002, Jannis Niewöhner commence sa carrière d'acteur à la télévision, en apparaissant dans un épisode de la série policière Tatort, sur la chaîne ARD, ainsi qu'en 2005, dans une autre série du même genre SOKO Köln, sur ZDF — il s'y retrouvera dans trois épisodes dans de différents rôles en 2007, 2011 et 2014.
En 2005, il entame le monde de cinéma : il incarne un rôle secondaire dans le film familial Der Schatz der weißen Falken (litt. « Le Trésor des faucons blancs ») de Christian Zübert. En 2006, il joue Peter Timotheus « Tim » Carsten, qui, avec son pote Karl Vierstein (Jonathan Dümcke), découvre le prototype d'une nouvelle machine mentale dans la comédie familiale TKKG und die rätselhafte Mind-Machine (« TKKG et le Secret de la mystérieuse machine mentale ») de Tomy Wigand, ainsi que d'autres films pour jeunesse tels que Charlotte et sa bande 2 : premières amours (Die Wilden Hühner und die Liebe) de Vivian Naefe et Mes copines et moi 2 (Freche Mädchen 2, 2010) d'Ute Wieland.

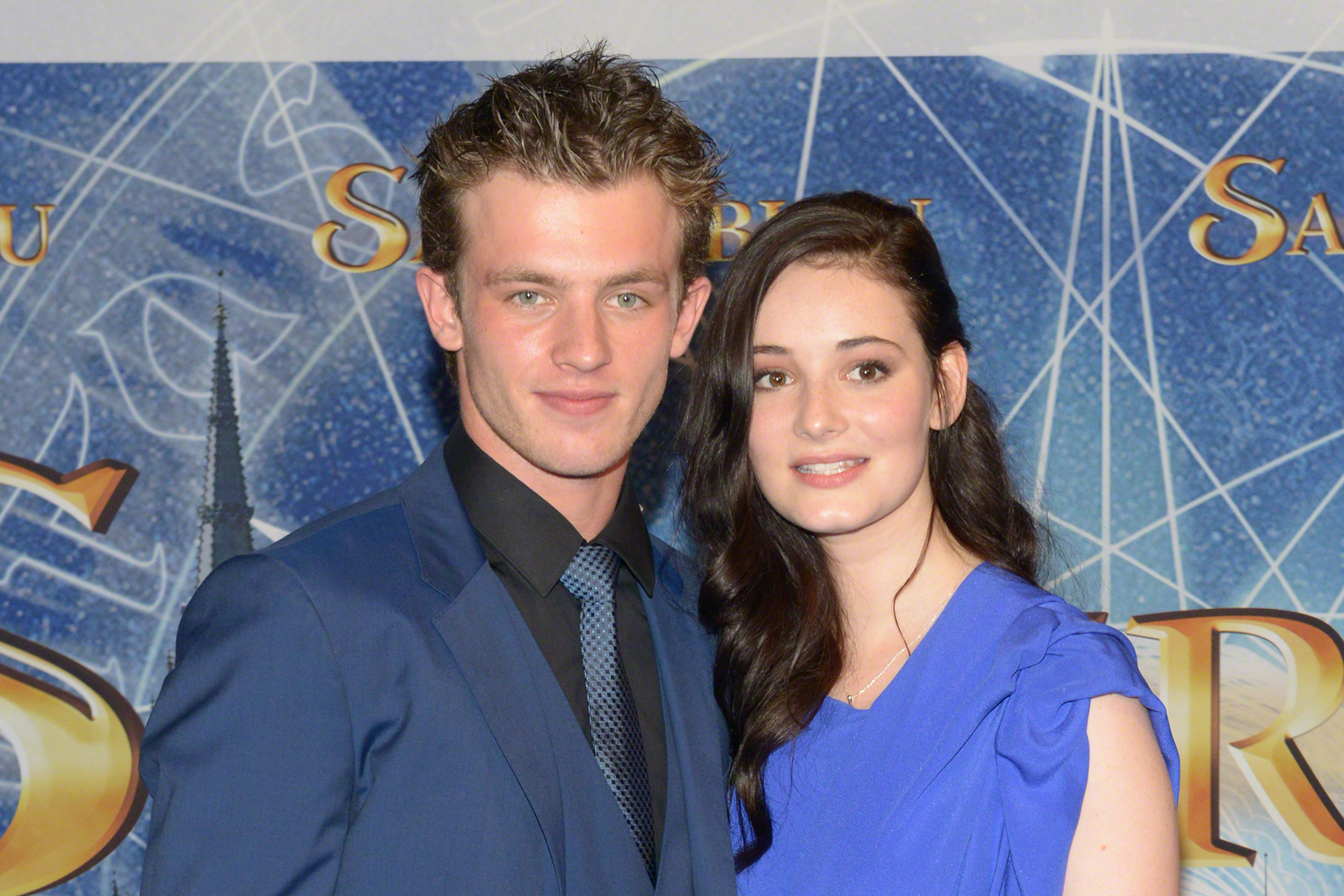
Jannis Niewöhner et Maria Ehrich, en 2014.

En 2013, aux côtés de Maria Ehrich, il est choisi pour interpréter Gideon de Villiers, le voyageur dans le temps, dans le film fantastique Rouge rubis (Rubinrot) de Felix Fuchssteiner, adaptation du roman éponyme de la trilogie des gemmes signé Kerstin Gier. Il reprendra son rôle pour les suites Bleu saphir (Saphirblau, 2014) et Vert émeraude (Smaragdgrün, 2016).
En 2015, il incarne Milan dans le film d'aventure Whisper 2 (Ostwind 2) de Katja von Garnier, qui aura pour suite, en 2017, Whisper 3 : La Chevauchée sauvage (Ostwind – Aufbruch nach Ora) de Katja von Garnier.
En 2016, il tient le rôle-titre dans le film dramatique Jonathan de Piotr J. Lewandowski.
En 2017, il endosse les costumes de Maximilien Ier, qui va épouser la riche duchesse Marie de Bourgogne (Christa Théret) sous la volonté de son père Frédéric III (Tobias Moretti) pour sauver l'État bourguignon dans la mini-série historique Marie de Bourgogne, réalisée par Andreas Prochaska. Il apparaît dans deux épisodes de la série d'espionnage américaine Berlin Station, créée par le romancier Olen Steinhauer.
En 2019, il interprète le jeune Hans Meyer en pleine Seconde Guerre mondiale dans le thriller policier L'Affaire Collini (Der Fall Collini) de Marco Kreuzpaintner, adaptation du roman éponyme de Ferdinand von Schirach (2011),.
En novembre 2020, on apprend qu'aux côtés de Jeremy Irons, George MacKay, Sandra Hüller, Liv Lisa Fries et August Diehl, il est choisi pour le rôle du diplomate Paul von Hartmann qui va être tombé dans un complot en pleins accords de Munich dans le film britannique L'Étau de Munich (Munich: The Edge of War) de Christian Schwochow, adapté du roman Munich de Robert Harris.
En 2023, il participe au film de Ridley Scott intitulé Napoléon, ou il interprète l'amant de Joséphine.

### Vie privée
En 2009, Jannis Niewöhner est en couple avec l'actrice Emilia Schüle, avant de s'être séparé en 2015.

## Filmographie

### Cinéma

#### Longs métrages
- 2005 : Der Schatz der weißen Falken de Christian Zübert : Dirk
- 2006 : TKKG und die rätselhafte Mind-Machine de Tomy Wigand : Peter Timotheus « Tim » Carsten
- 2006 : Charlotte et sa bande 2 : premières amours (Die Wilden Hühner und die Liebe) de Vivian Naefe : Maik
- 2008 : Sommer de Mike Marzuk : Lars
- 2008 : Puthuni hambagiya de Ranjith Kuruppu : le garçon polonais
- 2009 : Gangs de Rainer Matsutani : Jan
- 2010 : Mes copines et moi 2 (Freche Mädchen 2) d'Ute Wieland : Antony
- 2011 : C'est pas moi, c'est mon tic (Ein Tick anders) d'Andi Rogenhagen : Uwe, le jeune homme dans l'animalerie
- 2011 : Einer xie Bruno d'Anja Jacobs : Kevin, le stagiaire en supermarché
- 2013 : Rouge rubis (Rubinrot) de Felix Fuchssteiner : Gideon de Villiers
- 2013 : Papa est en congé parental (Eltern) de Robert Thalheim : Jonas
- 2014 : Bleu saphir (Saphirblau) de Felix Fuchssteiner : Gideon de Villiers
- 2014 : Besser als Nix d'Ute Wieland : Mike Bender
- 2014 : Doktorspiele de Marco Petry : Bobby
- 2014 : Alles ist Liebe de Markus Goller : Daniel
- 2014 : Für immer de Nina Pourlak et Jasin Mjumjunov : Jan
- 2015 : Whisper 2 (Ostwind 2) de Katja von Garnier : Milan
- 2015 : La Reine garçon (Tyttökuningas) de Mika Kaurismäki : le comte de la Gardie
- 2015 : 4 Könige de Theresa von Eltz : Timo
- 2016 : Jonathan de Piotr J. Lewandowski : Jonathan
- 2016 : Vert émeraude (Smaragdgrün) de Felix Fuchssteiner : Gideon de Villiers
- 2017 : Whisper 3 : La Chevauchée sauvage (Ostwind – Aufbruch nach Ora) de Katja von Garnier : Milan
- 2017 : Godless (Jugend ohne Gott) d'Alain Gsponer : Zach
- 2017 : On a échangé nos filles (High Society) d'Anika Decker : Yann
- 2018 : Mute de Duncan Jones : Nicky Simsek
- 2018 : Asphaltgorillas de Detlev Buck : Frank
- 2019 : L'Affaire Collini (Der Fall Collini) de Marco Kreuzpaintner : Hans Meyer, en 1944
- 2020 : Kids Run de Barbara Ott : Andi Javanovich
- 2020 : Narziss und Goldmund de Stefan Ruzowitzky : Goldmund
- 2020 : Der Überläufer de Florian Gallenberger : Walter Proska
- 2020 : Cortex de Moritz Bleibtreu : Niko
- 2021 : Je suis Karl de Christian Schwochow : Karl
- 2021 : Les Confessions du chevalier d'industrie Félix Krull (Bekenntnisse des Hochstaplers Felix Krull) de Detlev Buck : Félix Krull
- 2021 : L'Étau de Munich (Munich: The Edge of War) de Christian Schwochow : Paul von Hartmann
- 2024 : Stella, une vie allemande de Kilian Riedhof : Rolf Isaakson

#### Courts métrages
- 2004 : Für immer Edelweiß de Jens Schillmöller
- 2007 : Der Baum de Jan Martin Scharf : Tom
- 2012 : Nachtwächter d'Eike Frederik Schulz : Tom
- 2014 : Zehn Sekunden Himmel de Tobias Schönenberg : Leon

### Télévision

#### Téléfilms
- 2007 : Von Müttern und Töchtern d'Olaf Kreinsen : Paul
- 2010 : Saint Augustin (Sant'Agostino) de Christian Duguay : Valerius, 16 ans
- 2010 : Un amour sous couverture (Undercover Love) de Franziska Meyer Price : l'ami de Christian Müller (non crédité)
- 2012 : Sans raison aucune d'Aelrun Goette : Julius Hofer
- 2013 : Helden - Wenn Dein Land Dich braucht de Hansjörg Thurn : Tobias
- 2013 : Cœur de tonnerre (In einem wilden Land) de Rainer Matsutani : Mats
- 2017 : So auf Erden de Till Endemann : Simon Rützel

#### Séries télévisées
- 2002 : Tatort (épisode 517 : Fakten, Fakten...)
- 2005 : SOKO Köln : Sebastian Brüggemann (saison 2, épisode 10 : Blutiger Buddha)
- 2007 : SOKO Köln : Chris Wolf (saison 4, épisode 8 : Eine Frage des Vertrauens)
- 2011 : SOKO Stuttgart : Nikolas Thiel (saison 2, épisode 23 : Auf die Plätze, fertig, tot)
- 2011 : Stolberg : Leon Kroll (saison 9, épisode 1 : Geld oder Liebe)
- 2007 : SOKO Köln : Alexander Ritter (saison 7, épisode 16 : Aufgeflogen!)
- 2012 : Le Renard : Fabian Limmer (saison 40, épisode 1 : Königskinder)
- 2012 : Tatort : Danny (épisode 517 : Dinge, die noch zu tun sind)
- 2014 : SOKO Köln : Jan Rösler (saison 10, épisode 15 : Wer ohne Sünde ist)
- 2015 : Bella Block : Matthias von Schwedlitz (épisode 36 : Die schönste Nacht des Lebens)
- 2015-2016 : Dengler : Jakob Dengler (2 épisodes)
- 2017 : Marie de Bourgogne : Maximilien Ier (mini-série ; 3 épisodes)
- 2017 : Berlin Station : Armando (2 épisodes)
- 2018 : Beat : Beat (7 épisodes)
- 2023 : The New Look : Walter Schellenberg

## Distinctions
- 2015 : Shooting Stars de la Berlinale pour Bleu saphir[7].

## Voix françaises
En France, Gauthier Battoue est la voix la plus régulière de Jannis Niewöhner.
En France
| - Gauthier Battoue dans : - Rouge rubis - Bleu saphir - Mute - L'Étau de Munich - Adrien Solis dans : - Whisper 2 - Vert émeraude - Whisper 3 : La Chevauchée sauvage - Thibaut Lacour dans : - Marie de Bourgogne (mini-série) - On a échangé nos filles (de) | - Jim Redler dans (les séries télévisées) : - Beat (de) - The New Look Et aussi - Jonathan Amram dans Sans raison aucune (téléfilm) - Cédric Ingard dans Cœur de tonnerre (de) (téléfilm) - Fabien Albanese dans La Reine-garçon - Donald Reignoux dans Berlin Station (série télévisée) - Damien Le Délézir dans Je suis Karl (de) |